# Sanne van Paassen
Sanne van Paassen (Vlierden, 27 de octubre de 1988) es una deportista neerlandesa que compitió en ciclismo en las modalidades de montaña y ciclocrós.
Ganó una medalla de bronce en el Campeonato Europeo de Ciclismo de Montaña de 2009, en la prueba de campo a través por relevo mixto. 
Además, obtuvo dos medallas de plata en el Campeonato Europeo de Ciclocrós, en los años 2010 y 2012.

## Medallero internacional
| Campeonato Europeo | Campeonato Europeo        | Campeonato Europeo | Campeonato Europeo         |
| Año                | Lugar                     | Medalla            | Competición                |
| ------------------ | ------------------------- | ------------------ | -------------------------- |
| 2009               | Zoetermeer (Países Bajos) | Medalla de bronce  | Campo a través por relevos |

| Campeonato Europeo | Campeonato Europeo            | Campeonato Europeo | Campeonato Europeo |
| Año                | Lugar                         | Medalla            | Competición        |
| ------------------ | ----------------------------- | ------------------ | ------------------ |
| 2010               | Fráncfort del Meno (Alemania) | Medalla de plata   | Individual         |
| 2012               | Ipswich (Reino Unido)         | Medalla de plata   | Individual         |